# Moenkhausia gracilima
Moenkhausia gracilima és una espècie de peix d'aigua dolça de la família dels caràcids i de l'ordre dels caraciformes.
Els adults poden assolir 5,9 cm de llargària total. Viu a àrees de clima tropical a la conca del riu Amazones a Sud-amèrica.